# ماركو أرغيويلز
ماركو أرغيويلز (بالإسبانية: Marco Argüelles)‏ هو لاعب كرة قدم مكسيكي، ولد في 2 مارس 1989 في ولاية بويبلا في المكسيك. لعب مع Lobos BUAP ‏.

## وصلات خارجية
- ماركو أرغيويلز على موقع قاعدة بيانات كرة القدم.إي يو (الإنجليزية)
- ماركو أرغيويلز على موقع Soccerway.com (الإنجليزية)